# Pieter Hermansz. Verelst

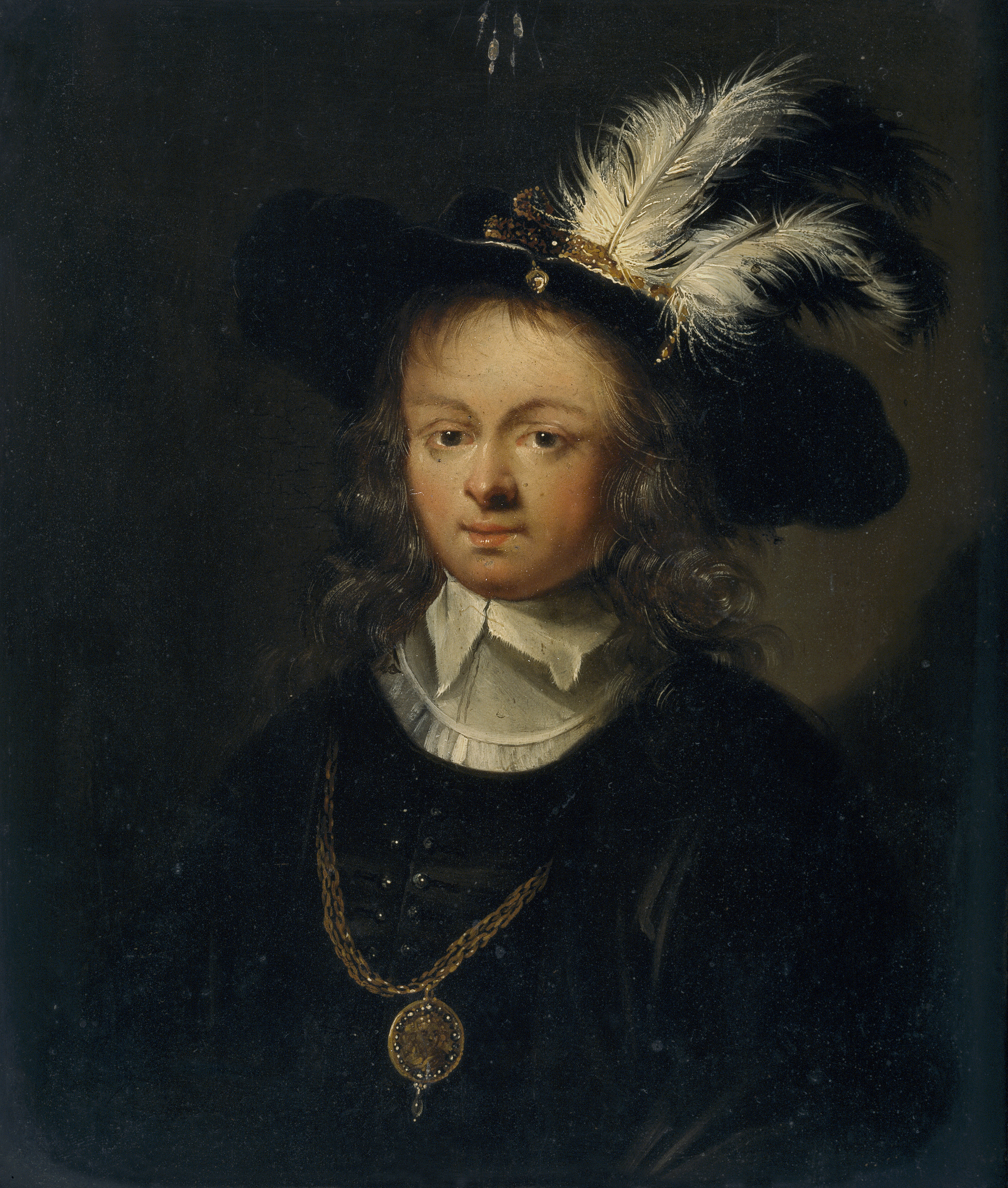
Joven con sombrero de plumas, óleo sobre tabla, 18 x 15 cm, Madrid, Museo del Prado. La pequeña tabla, ahora atribuida a Verelst, ingresó en el museo como obra de Godfried Schalcken y posteriormente se ha puesto también en relación con algún otro seguidor de Schalcken y con Melchior Brassauw.

Pieter Hermansz. Verelst (fl., 1638-1678) fue un pintor barroco neerlandés.

## Biografía
Las primeras noticias documentales son de 1638 cuando se le encuentra documentado como aprendiz en la guilda de San Lucas de Dordrecht, donde podría haber nacido y estudiado con Jacob Gerritsz Cuyp. En 1643 se trasladó a La Haya donde en 1656 participó en la fundación de la Confrerie Pictura, organización gremial alternativa a la guilda medieval. Tuvo numerosos discípulos, entre ellos sus propios hijos Herman (1641-Londres, 1702), Simon (La Haya, 1644-Londres, c. 1710) y Johannes Verelst (La Haya, 1648-Londres, 1734). Hacia 1671 se trasladó a Hulst en Zelanda, donde al parecer se habría dedicado a la fabricación de cerveza.
Influido por Adriaen van Ostade, sus retratos y pinturas de género de asunto campesino e interiores de tabernas, se demuestran influidos por los de la escuela de Rembrandt en su primera etapa.